# 790년대
790년대는 790년부터 799년까지를 가리킨다.